# Латентна инхибиција
Латентна инхибиција је капацитет мозга да филтрира свесне надражаје који су претходно били интерпретирани као небитни. Овај термин се користи за ситуације у којима је да би се стекао утисак (као сигнал или условни подстицај) за неки познат стимуланс (нпр. оно што видимо, чујемо, мирис, укус), који смо осетили раније, потребно више времена, него што би то било потребно за неки сасвим нов стимуланс.
Ова тенденција да се занемари или чак потпуно блокира учење на основу стимуланса без последица је несвесна реакција и претпоставља се да спречава преоптерећење мозга. Латентна инхибиција проучавана је како код људи, тако и код животиња и за њу се верује да омогућава успешнију интеракцију особе са својом околином.

## Пример
Када пролазимо кроз нашу кућу и отварамо врата од неке собе, не обраћамо пажњу око детаља везаних за врата, као што су нпр. величина, боја или врста материјала од кога су врата направљена, облик кваке сл. Ово је сасвим нормално с обзиром на чињеницу да смо претходно много пута отворили та иста врата и нема никаквог разлога да сваки пут обраћамо пажњу на такве детаље, јер би се у супротном мозак преоптеретио.
У принципу, мозак обрађује детаљно само оне стимулансе који су нови или непознати, док на познате стимулансе не обраћа пажњу. Тако нпр. ако се нађемо у некој новој средини, као што су авион или воз и дођемо у ситуацију да тамо отворима нека врата, која раније нисмо никада видели, скоро сасвим сигурно ћемо обратити пажњу на неке од поменутих детаље, зато што ће наш мозак желети да се упозна са начином рада, односно отварања таквих непознатих врата.

## Ниска латентна инхибиција
Већина људи способна је да занемари сталну струју долазећих стимуланса, али је ова способност смањена код особа са ниском латентном инхибицијом. Такве особе нису у стању да блокирају периферне информације и уместо тога обрађују сваки аспект и детаљ било ког стимуланса, односно понашају се као да се ради о неком сасвим новом стимулансу.
С друге стране, ниска латентна инхибиција пружа могућност особама да лакше уоче промене у свакодневним стимулансима, на које друге особе не обраћају пажњу. Тако нпр. ако неко свакодневно носи исте наочаре и једног дана их промени, особа са ниском латентном инхибицијом ће то брже приметити. Предности ниске латнентне инхибиције пре свега могу добро да искористе особе са вишим коефицијентом интелигенције, јер су у стању да детаљно обрађују велику количину стимуланса истовремено, те употребе своја запажања у доношењу закључака и одлука или чак повећају своју креативност. У том смислу ова се особина може посматрати као врлина. Овакав случај ниске латентне инхибиције описан је код главног јунака Мајкла Сколфилда у ТВ серији Бекство из затвора.
Међутим, ниска латентна инхибиција код особа које немају довољан коефицијет интелигенције, може да проузрокује психозу или шизофренију. Примећено је такође да особе које пате од аутизма врло често имају ниску латентну инхибицију, због чега је код таквих случајева тешко поставити тачну дијагнозу.
Смањена латентна инхибиција повезана је са високим нивоима допамина.. У неким научним истраживањима уочено је да се употребом амфетамина и бромокриптина као агониста допаминског рецептора постиже ниска латентна инхибиција.. Такође, проучавана је веза између ниске латентне ихибиције и других неуротрансмитера, попут глутамата, серотонина и ацетилхолина.

## Закључак
Постоје различите интерпретације ниске латентне инхибиције и до сада се није установило мерило за одређивање оног нивоа латентне инхибиције који се поуздано може сматрати менталним поремећајем или болешћу. Верује се да је овим термином обухваћен далеко већи број људи, него што се то раније сматрало и да је у неким случајевима то само део карактера личности, који се односи на већу способност апсорпције и асимилације података и стимуланса, што не води нужно до менталног поремећаја, али ни стварања креативности. Како ће се ниска латентна инхибиција испољити зависи од сваког случаја посебно, што укључује и друге факторе, као што су генетска предиспозиција и утицаји околине, било да се ради о оним позитивним, као што је нпр. образовање или о негативним, као нпр. злостављање.